# Silencio Radio
Silencio Radio (en inglés Radio Silence) es un documental coproducido por México y Suiza dirigido por Juliana Fanjul. Se enfoca mayoritariamente en el golpe de censura que sufrió la periodista mexicana Carmen Aristegui en marzo de 2015. Tuvo su estreno limitado en Suiza el 1 de octubre de 2019, y en México el 7 de marzo de 2020 en el Festival Internacional de Cine UNAM.

## Argumento
El documental cuenta la historia de Carmen Aristegui, una periodista incorruptible que ha sido despedida de la radio mexicana donde ha trabajado por muchos años. Millones de oyentes la acompañan en su lucha contra la desinformación.

## Premios y nominaciones
| Premio                                                | Categoría                                      | Nominados      | Resultado |
| ----------------------------------------------------- | ---------------------------------------------- | -------------- | --------- |
| Festival Internacional de Cine UNAM                   | Puma de Plata Ahora México a la Mejor película | Silencio Radio | Nominado  |
| International Film Festival and Forum on Human Rights | Mejor Documental de Creación                   | Silencio Radio | Ganador   |